# Tržiščica s pritoki
Tržiščica s pritoki este o arie protejată (arie specială de conservare — SAC, sit de importanță comunitară — SCI) din Slovenia întinsă pe o suprafață de 15,48 ha, integral pe uscat.

## Localizare
Centrul sitului Tržiščica s pritoki este situat la coordonatele 45°46′03″N 14°41′20″E / 45.7676°N 14.689°E.

## Înființare
Situl Tržiščica s pritoki a fost declarat sit de importanță comunitară în aprilie 2013 pentru a proteja 1 specie de animale. Situl a fost protejat și ca arie specială de conservare în aprilie 2015.

## Biodiversitate
Situată în ecoregiunea alpină, aria protejată nu include niciun habitat protejat.
La baza desemnării sitului se află o specie protejată de  nevertebrate: Austropotamobius torrentium.